# Mì tinh
Mì tinh hay dong củ, dong đao, dong ta, củ trút, bình tinh, hoàng tinh, huỳnh tinh (danh pháp hai phần: Maranta arundinacea) là một cây thuộc Họ Dong (Marantaceae). Loài này được Carl von Linné miêu tả khoa học đầu tiên năm 1753.

## Mô tả

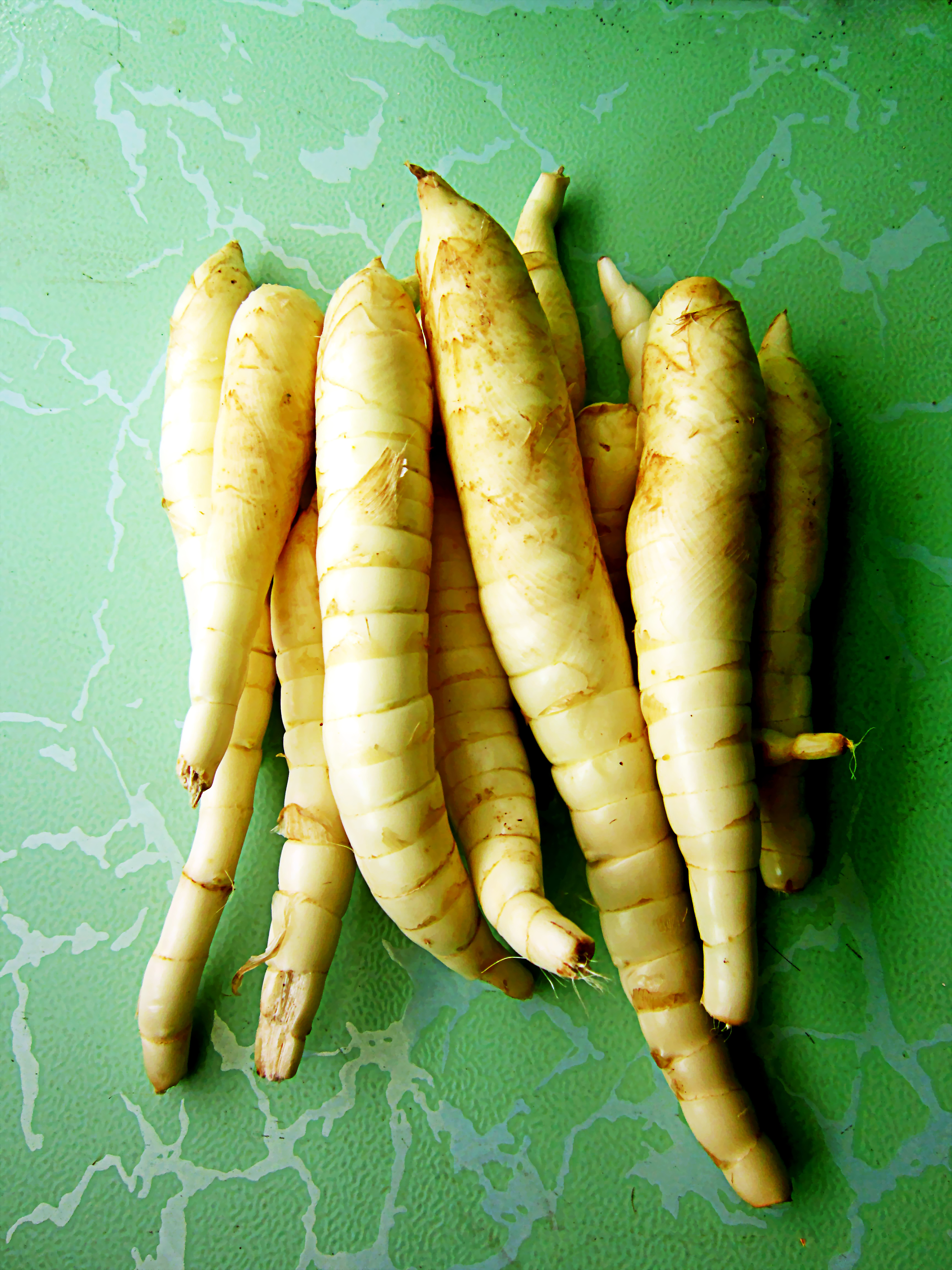
Củ dong sau khi rửa sạch

Đây là cây cỏ cao 0,5 - 0,7 m, củ dài có hai hàng vảy bao lại. Lá tròn dài gân song song, có cuống, chùm ở chót. Hoa màu trắng, nang một hạt, hạt đỏ cơm vàng. Củ ăn được, có chứa 85-90% chất tinh bột. Mì tinh được thuần hóa ở Florida, nhưng chủ yếu được trồng ở vùng Caribe (Jamaica và St. Vincent), Australia, Đông Nam Á, Nam và Đông Phi. Lưu ý, miến dong không được làm từ loài này mà làm từ dong riềng (còn gọi là dong tây) thuộc chi Canna.

## Hình ảnh

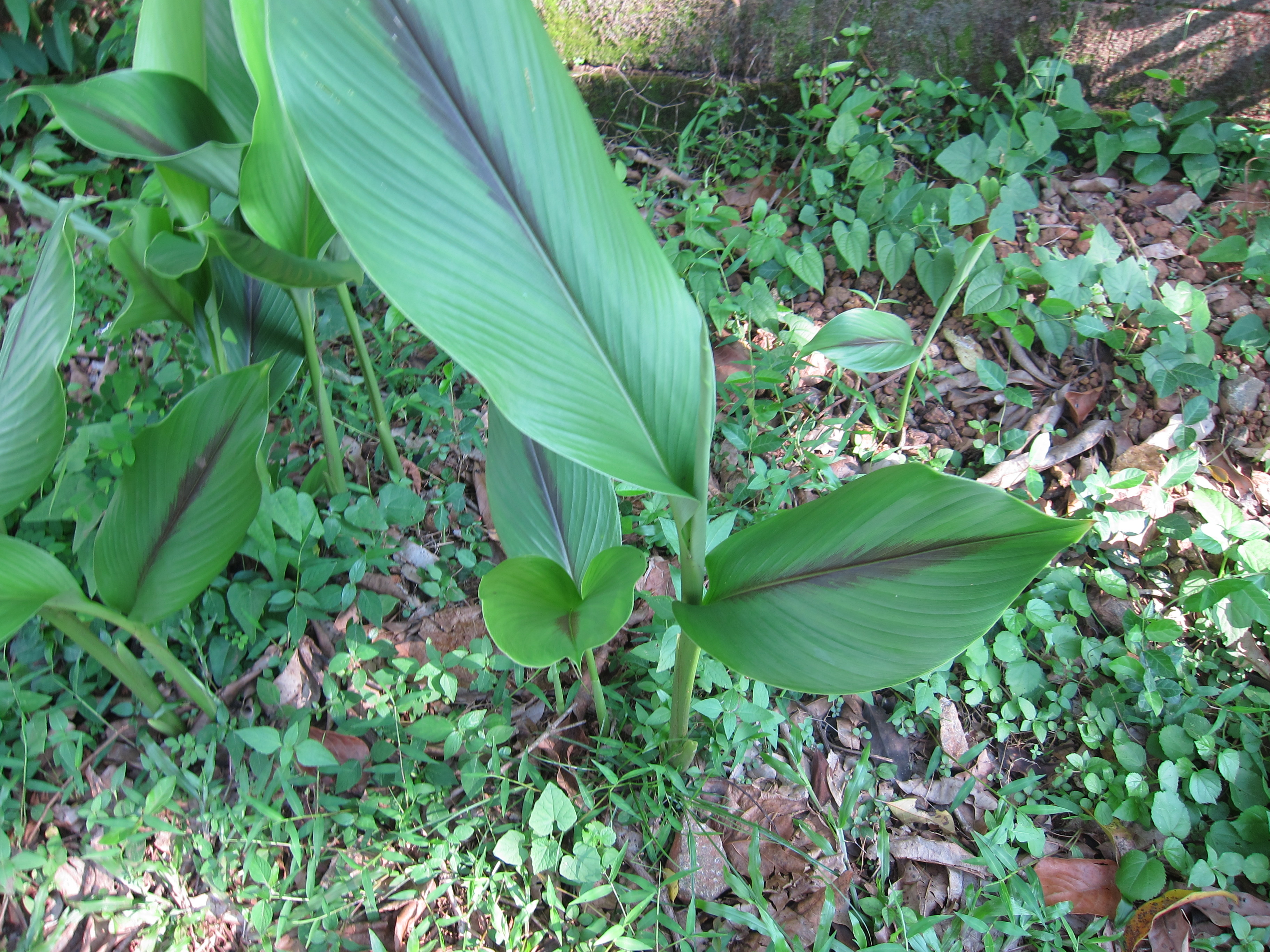
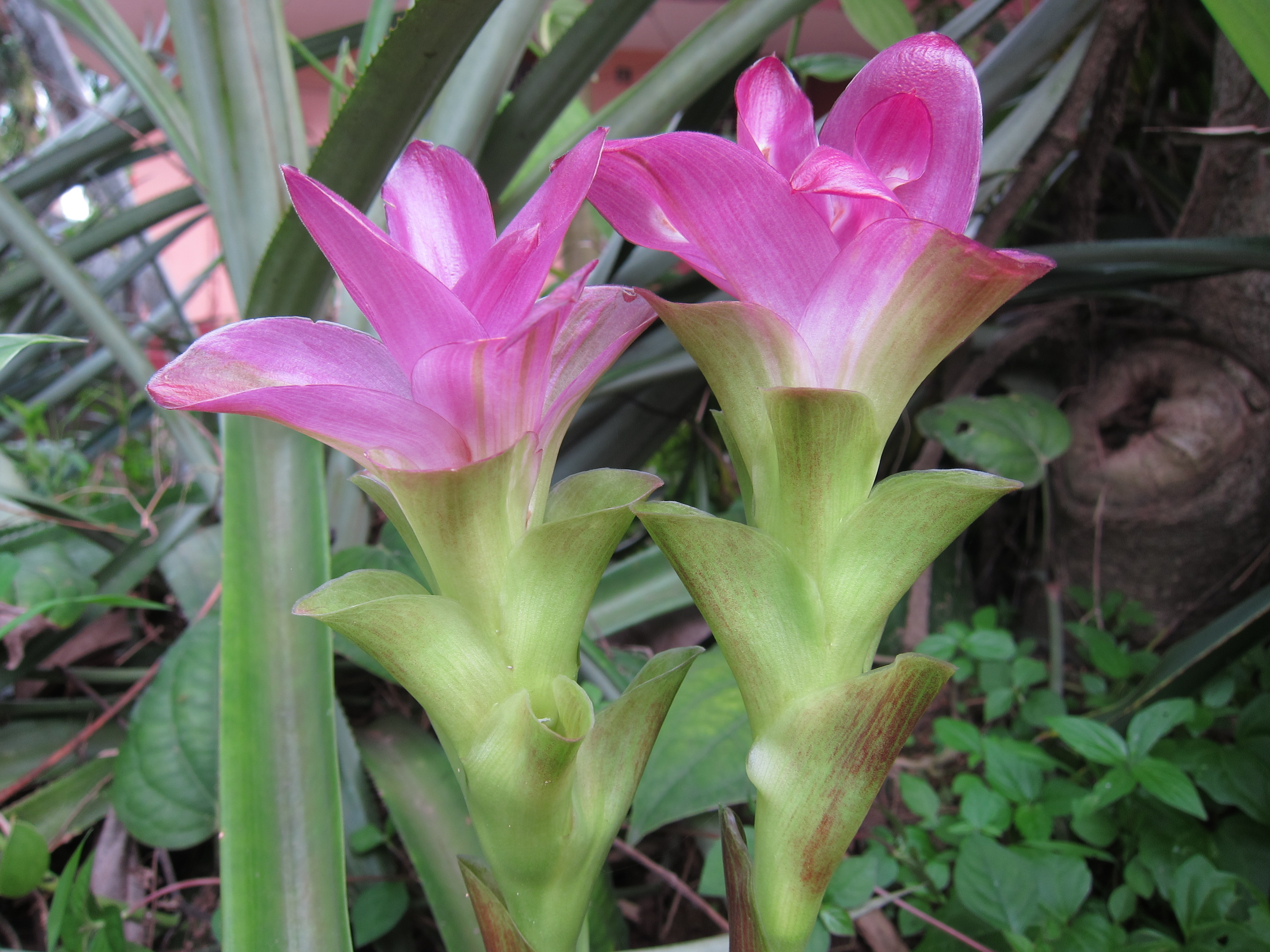
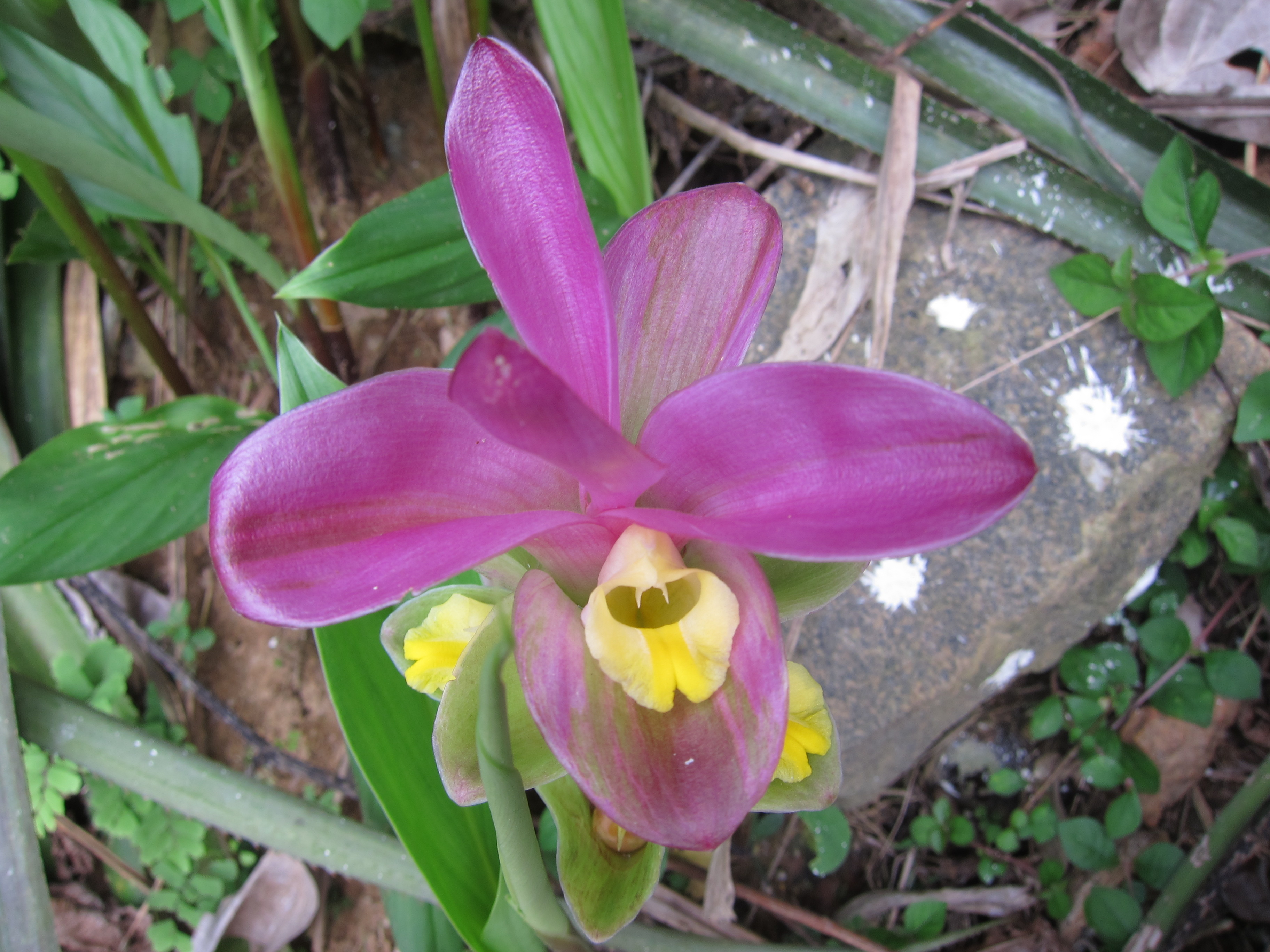
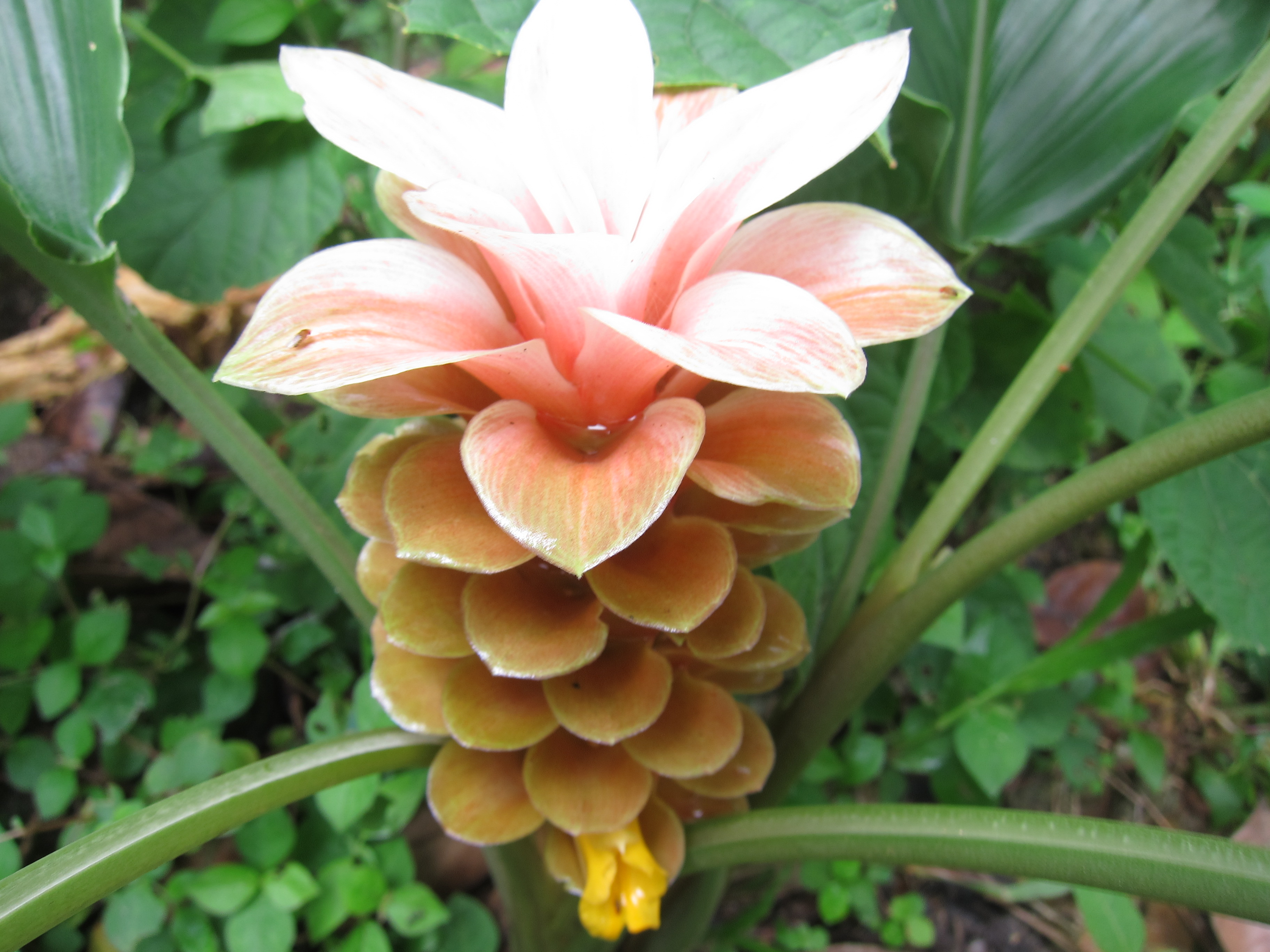